# Тимелія-куцохвіст велика
 Тимелія-куцохвіст велика (Pnoepyga albiventer) — вид горобцеподібних птахів родини Pnoepygidae.

## Поширення
Вид поширений у гірських дощових лісах на півночі Індії, в Непалі, Бутані, М'янмі, на півдні Китаю та на півночі В'єтнаму.

## Опис
Невеликий птах завдовжки до 9 см та вагою 19-23 г. Забарвлення оперення оливкове, на грудях рябе. Хвіст дуже маленький, майже непомітний.